# Ibiporã (ort)
Ibiporã är en ort i Brasilien.   Den ligger i kommunen Ibiporã och delstaten Paraná, i den södra delen av landet, 900 km söder om huvudstaden Brasília. Ibiporã ligger 500 meter över havet och antalet invånare är 44 790.
Terrängen runt Ibiporã är lite kuperad. Runt Ibiporã är det ganska glesbefolkat, med 39 invånare per kvadratkilometer.. Närmaste större samhälle är Londrina, 12,6 km väster om Ibiporã.
Trakten runt Ibiporã består till största delen av jordbruksmark.